# اچ‌دی ۵۹۶۸۶
اچ‌دی ۵۹۶۸۶ یک ستاره است که در صورت فلکی دوپیکر قرار دارد.